# Monte Cristo grófja (film, 2002)
A Monte Cristo grófja (eredeti cím: The Count of Monte Cristo) 2002-ben bemutatott filmdráma Kevin Reynolds rendezésében. A film a tizedik olyan feldolgozása id. Alexandre Dumas könyvének, mely csak érintőlegesen alapul az eredeti történeten.

## Cselekmény
Edmond Dantès és Fernand Mondego ősidők óta barátok. Most Elba szigetére tévednek, ahol Napóleon raboskodik. Ő átad egy levelet Edmond-nak, hogy adja át az egyik ismerősének otthon, és a szívére köti, hogy ne szóljon senkinek. Hazaérve Edmond találkozik a szerelmével (Mercedès), és elmondja neki, hogy előléptették, így nem kell tovább várniuk, végre egybekellhetnek. De Fernand és Edmond első tisztje bepanaszolta Edmond-ot a levél miatt, ezért Edmond-ot elszakítják a családjától és Mercedés-től, és Villefort elé viszik, aki a törvény a városban. Ő hosszas huzavona után úgy dönt, hogy jobb lesz Edmond-tól megszabadulni, ezért If várába csukatja őt. Edmond rosszul viseli a börtönt, aztán találkozik egy alagútásóval, Faria abbéval. Jóban lesznek, együtt ássák tovább az alagúttat, ezenkívül az abbé mindenre megtanítja Edmond-ot, amit ő a hosszú élete során megtanult. Az egyik nap azonban beomlik az alagút, az abbé meghal, Edmond pedig elvonszolja őt, és belebújik a hullazsákjába, így sikeresen megszökik.
Edmond a partra sodródása után zsiványokkal találkozik, akik életre halálra menő küzdelemre kényszerítik őt Jacopo-val. A küzdelem során Edmond meghagyja az ellenfele életét, aki innentől hűséget fogad Edmond-nak, míg él. Pár év zsiványkodás után Edmond hazatér, Jacopo-val az oldalán, de rossz híreket kap. Az apja meghalt, Mercedés pedig összeházasodott Fernand-al. Edmond mindenáron bosszút akar állni azokon, akik a börtönbe juttatták, de előbb felkutatja a mesés kincset, amit még az abbé mondott el neki. Ezután Edmond felveszi a Monte Cristo grófja nevet, vásárol egy hatalmas kastélyt, és úgy intézi a dolgokat, hogy Fernand, Villefort és a volt első tisztje megkapja a jutalmát.

## Szereplők
| Szerep                              | Színész             | Magyar hang           |
| ----------------------------------- | ------------------- | --------------------- |
| Edmond Dantès / Monte Cristo grófja | James Caviezel      | Nagy Ervin            |
| Fernand Mondego                     | Guy Pearce          | Kamarás Iván          |
| J.F. Villefort                      | James Frain         | Czvetkó Sándor        |
| Mercedès Iguanada                   | Dagmara Domińczyk   | Tóth Ildikó           |
| Jacopo                              | Luis Guzmán         | Bede-Fazekas Szabolcs |
| Faria abbé                          | Richard Harris      | Avar István           |
| Armand Dorleac                      | Michael Wincott     | Végh Péter            |
| Albert Mondego                      | Henry Cavill        | Simonyi Balázs        |
| Philippe Danglars                   | Albie Woodington    | Csurka László         |
| Luigi Vampa                         | JB Blanc            | Schmied Zoltán        |
| Napóleon Bonaparte                  | Alex Norton         | Bácskai János         |
| Morrell                             | Patrick Godfrey     | Gruber Hugó           |
| Clarion                             | Freddie Jones       | Kenderesi Tibor       |
| Valentina Villefort                 | Helen McCrory       | Kocsis Judit          |
| Maurice                             | Christopher Adamson | N/A                   |

## A regény és a film
A film nagy vonalakban követi az eredeti történetet (Edmond Dantès bebörtönzése és bosszúja), több helyen változtattak a történeten (például a főbb karakterek közti rokonsági kapcsolat vagy a befejezés), leegyszerűsítették vagy töröltek belőle. Az egyik legnagyobb eltérés a könyvhöz képest Dantès megmenekülése If várából, a filmben ugyanis szökésére már akkor rájött a két börtönőr, mielőtt még a tengerbe dobhatták volna a hullazsákot, melyben Dantès rejtőzött Faria abbé helyett, így Dantèsnek meg kellett ölnie egyiküket ahhoz, hogy meg tudjon szökni. A filmet számos, a könyvben eredetileg nem szereplő akciójelenettel toldották meg, feltételezve, hogy így majd az akciófilm rajongók kedvébe járnak.[forrás?]

## Bevétel
A film nem ért el jelentős anyagi sikert, a bevétel alig tett túl a 75 millió dolláron világszerte, de a készítők számára még így is nyereségessé vált.